# Sparta (mythologie)
Pour les articles homonymes, voir Sparta et Sparte (homonymie).
Dans la mythologie grecque, Sparta ou Sparte (en grec ancien Σπάρτη / Spártê, en latin Sparta) est la fille du dieu fleuve Eurotas, ce qui fait de la nymphe Pitane sa sœur ou demi-sœur.
Elle se marie avec Lacédémon, de qui elle a un fils, Amyclas, ainsi qu'une fille suivant le pseudo-Apollodore : Eurydice.
En l'honneur de sa femme, Lacédémon fondera la ville de Sparte.

## Sources
- Pseudo-Apollodore, Bibliothèque [détail des éditions] [lire en ligne] (III, 10, 3).
- Pausanias, Description de la Grèce [détail des éditions] [lire en ligne] (III, 1, 2).